# Belgium (thị trấn), Wisconsin
Belgium là một thị trấn thuộc quận Ozaukee, tiểu bang Wisconsin, Hoa Kỳ. Năm 2010, dân số của thị trấn này là 1.357 người.